# Christelijke Gereformeerde Kerk (Tholen)
De Christelijke Gereformeerde Kerk is een kerkgebouw en een kerkgemeenschap in de Zeeuwse stad Tholen. Het gebouw bevindt zich aan de Visstraat 14.

## Kerkgebouw
De handboogschutterij Non Semper liet in 1870 een sociëteit bouwen aan de Visstraat in Tholen. In 1928 werd dit gebouw verkocht aan een groep afgescheiden leden van de Gereformeerde Gemeente. Zij richtten hiervoor de Vereniging Vischstraat 12 op. Deze vereniging bestond uit de aanhangers van de oefenaar Willem Baaij. Hij preekte in diverse Oud-Gereformeerde Gemeenten. Het gebouw werd opgeknapt en bood toen plaats aan circa 300 personen. Het werd op zondag 3 februari 1929 als kerk ingewijd met een preek van Baaij over een tekst uit Jeremia 12:11. Bij een verbouwing in 1939 werd het gebouw op het elektrisch net aangesloten. Zo'n twintig jaar later, in 1966, werden de kerkbanken en de kansel vernieuwd. De consistorie werd naar de voorzijde van het gebouw verplaatst. In 1982 bouwde men een verenigingslokaal tegen de consistorie aan.

## Kerkgemeenschap
In 1931 werd Baaij, tot dan toe oefenaar, bevestigd in het ambt van predikant. Ondertussen werd het kerkgenootschap in de Visstraat aangeduid als Vrije Gereformeerde Gemeente, wat inhield dat ze bij geen enkel kerkverband was aangesloten. In 1946 echter trad zij samen met de ook door Baaij geleide gemeente te Oud-Vossemeer toe tot het kerkverband van de Christelijke Gereformeerde Kerken. Baaij zelf en de gemeente te Pernis hadden zich al in 1945 bij dit kerkgenootschap aangesloten. Een aantal lidmaten gingen daar niet in mee en stapten over naar de plaatselijke Gereformeerde Gemeente. Het was deze gemeenschap waar de aanhangers van Willem Baaij oorspronkelijk uit waren voortgekomen.